# Şamşud
Şamşud es una comuna ubicada en el distrito de Sălaj, Rumania.

## Superficie
Posee una superficie de 29,23 kilómetros cuadrados.

## Demografía
Hasta 2021 la población era de 1785 habitantes, con una densidad de población de 61,07 habitantes por kilómetro cuadrado.